# 1213년

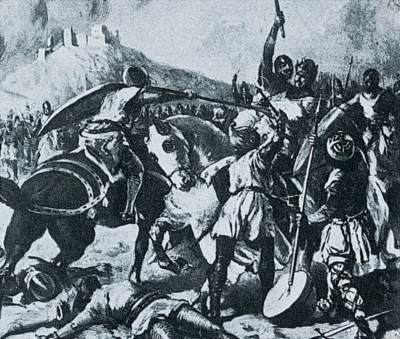

## 연호
- 남송(南宋) 가정(嘉定) 6년
- 금(金) 숭경(崇慶) 2년 / 지녕(至寧) 원년 / 정우(貞祐) 원년
- 일본(日本) 겐랴쿠(建暦) 3년 / 겐포(建保) 원년
- 서하(西夏) 광정(光定) 3년
- 리 왕조(李朝) 끼엔자(建嘉) 3년

## 기년
- 남송(南宋) 영종(寧宗) 19년
- 금(金) 위소왕(衛紹王) 5년 / 선종(宣宗) 원년
- 고려(高麗) 강종(康宗) 2년
- 몽골 칭기즈 칸 8년
- 서하(西夏) 신종(神宗) 3년
- 리 왕조(李朝) 혜종(惠宗) 3년

## 사건
- 강종, 병으로 얻어 왕의 자리에 오른지 2년 만에 아들 철에게 물려주고 세상을 떠남. 방년 63세, 향년 62세.
- 강종의 아들 철이 22세의 나이로 왕위에 오름.  고려 23대 국왕 고종.

## 사망
- 고려(高麗)의 22대 국왕(國王) 강종(康宗)